# Гринь Володимир Дмитрович
Володимир Дмитрович Гринь (нар. 25 грудня 1971) — радянський та український футболіст, захисник та півзахисник, згодом — футбольний тренер.

## Кар'єра гравця

### Радянський період
Футбольну кар'єру розпочав у 1989 році в складі «Кривбасу», який виступав у Другій союзній лізі. в своєму дебютному професіональному сезоні зіграв 2 матчі в чемпіонаті СРСР. У 1990 році переїжджає до Сум, де стає гравцем місцевого «Автомобіліста». Разом з командою виступає в чемпіонаті УРСР серед КФК, в якому допомагає сум'янам стати переможцями турніру.

### «Кривбас»
У 1992 році повертається до «Кривбасу», разом з командою стає учасником першого розіграшу Першої ліги чемпіонату України. Дебютував у футболці криворожан 16 лютого 1992 року в переможному (2:1) виїзному поєдинку 1/32 фіналу кубку України проти київського СКА. Володимир вийшов на поле в стартовому складі, а на 72-й хвилині його замінив Ігор Коляда. У Першій лізі дебютував за «Кривбас» 17 березня 1992 року в переможному (2:1) домашньому поєдинку 2-о туру підгрупи 2 проти полтавської «Ворскли». Гринь вийшов у стартовому складі та відіграв увесь матч, а на 72-й хвилині відзначився дебюним для себе голом у футболці криворізького колективу. У складі «Кривбасу» зіграв 23 матчі (3 голи) у Першій лізі, 12 поєдинків у Вищій лізі та 4 матчі у кубку України.

### «Дружба» та «Сіріус»
У 1993 році переходить до «Дружби». Дебютував у складі бердянського колективу 7 серпня 1993 року в програному (1:2) виїзному поєдинку 1/32 фіналу кубку України проти нікопольського «Металурга». Володимир вийшов на поле в стартовому складі, а на 65-й хвилині його замінив Сергій Алексєєнко. У Другій лізі чемпіонату України дебютував 17 серпня 1993 року в переможному (2:1) домашньому поєдинку 1-о туру проти заліщицького «Дністра». Гринь вийшов на поле в стартовому складі та відіграв увесь матч. У першій частині сезону 1993/94 років був гравцем основи, зіграв 13 матчів у Другій лізі та 1 поєдинок у кубку України. Під час зимової перерви перейшов до складу жовтоводського «Сіріуса», з яким став переможцем Третьої ліги чемпіонату України (9 матчів, 1 гол). Наступний сезон разом з «Сіріусом» розпочав у Другій лізі, в якій зіграв 9 матчів, а під час зимової паузи покинув розташування жовтоводського колективу.

### Повернення в «Кривбас»
Весняну частину сезону 1994/95 років розпочав у «Кривбасі». Дебютував у криворізькій команді 4 березня 1995 року в нічийному (0:0) домашньому поєдинку 18-о туру Вищої ліги проти запорізького «Металурга». Володимир вийшов у стартовому складі, а на 55-й хвилині його замінив Віталій Пантілов. Єдиним голом у футболці «Кривбаса» відзначився 25 травня 1996 року на 30-й хвилині нічийного (2:2) виїзного поєдинку 31-о туру Вищої ліги проти львівських «Карпат». Гринь вийшов на поле в стартовому складі та відіграв увесь матч. Протягом тривалого двох з половиною сезонів був гравцем основної обойми, але в сезоні 1998/99 років втратив своє місце, й до його завершення виступав у друголіговому фарм-клубі криворожан, «Кривбасі-2» (17 матчів, 4 голи). У складі «Кривбасу» у Вищій лізі зіграв 60 матчів та відзначився 1 голом, ще 3 поєдинки відіграв у кубку України.

### «Зірка» та «Батьківщина»
Напередодні старту сезону 1999/00 років перейшов у «Зірку». Дебютував за кіровоградський колектив 12 липня 1999 року в програному (0:1) виїзному поєдинку 1-о туру Вищої ліги проти донецького «Шахтаря». Володимир вийшов на поле в стартовому складі та відіграв увесь матч. У футболці «Зірки» зіграв 7 матчів у Вищій лізі, ще 1 поєднок провів у Другій лізі за фарм-клуб кіровоградців, «Зірку-2».
Під час зимової перерви повернувся до Кривого Рогу, де став гравцем місцевої «Батьківщини». Команда виступала в обласному чемпіонаті та аматорському чемпіонаті України. В чемпіонаті України зіграв 7 матчів.

### «Фрунзенець-Ліга-99» та КЗЕСО (Каховка)
У 2001 році Гринь повертається до професіонального футболу, підписавши контракт з клубом «Фрунзенець-Ліга-99». Дебютував у сумському колективі 22 липня 2001 року в програному (3:5) виїзному поєдинку 1-о туру Групи В Другої ліги проти полтавської «Ворскли-2». Володимир вийшов у стартовому складі та відіграв увесь матч. У липні-серпні 2001 року зіграв 4 матчі за «Фрунзенця». Під час зимової паузи в чемпіонаті залишив сумський колектив.
У 2002 році підсилив КЗЕСО (Каховка). Дебютував у футболці каховського колективу 24 квітня 2002 року в переможному (3:0) домашньому поєдинку 1-о туру 4-ї групи аматорського чемпіонату України проти миколаївського «Водника». Гринь вийшов у стартовому складі та відіграв увесь матч. Дебютним голом у складі КЗЕСО відзначився 25 жовтня 2002 року на 22-й хвилині переможного (2:0) домашнього поєдинку 2-о туру серії за 1-4 місце аматорського чемпіонату України проти прилуцької «Європи». Володимир вийшов на поле в стартовому складі, а на 78-й хвилині його замінив Віталій Камінєв. У складі каховського колективу ставав переможцем та срібним призером аматорського чемпіонату України. У футболці КЗЕСО в аматорському чемпіонаті України зіграв 30 матчів та відзначився 2-а голами. По завершенні сезону 2003 року закінчив кар'єру гравця.

### Ветеранський рівень
З 2014 по 2016 рік виступав за команду «Гірник-Ветеран» (Кривий Ріг) у ветеранському чемпіонаті України (33 матчі, 9 голів).

## Кар'єра тренера
З 2010 році працює тренером у ДЮСШ «Гірник» (Кривий Ріг)

## Досягнення
- Чемпіонат УРСР серед КФК
  -  Чемпіон (1): 1990

- Перехідна ліга чемпіонату України
  -  Чемпіон (1): 1993/94

- Аматорський чемпіонат України
  -  Чемпіон (1): 2002
  -  Срібний призер (1): 2003